# La Rencontre (film, 1914)
Pour les articles homonymes, voir La Rencontre.
La Rencontre est un film muet français réalisé par Louis Feuillade en 1913 et sorti en 1914.

## Synopsis
« Le maire tombe amoureux de l'institutrice de sa fille, mais elle le rejette car elle est secrètement la mère d'un fils adulte. Celui-ci est sur le point de partir en Amérique, mais il est assailli et tué par des contrebandiers. 
Lorsque le corps de son fils est retrouvé avec l'arme du maire à proximité, celui-ci devient le principal suspect »

## Fiche technique
- Réalisation : Louis Feuillade
- Décors : Robert-Jules Garnier
- Société de production : Société des Établissements L. Gaumont
- Pays de production : France
- Format : Muet - Noir et blanc - 1,33:1 - 35 mm
- Métrage : 523 m
- Genre : Court métrage
- Genre : Film dramatique
- Date de sortie : 
  - France : janvier 1914

## Distribution
- Renée Carl : la maîtresse d'école
- Marie-Louise Iribe : la fille du maire
- Paul Manson
- René Navarre : le maire
- Georges Melchior : le fils de la maîtresse d'école
- Edmond Bréon